# 广州中医药大学第三附属医院
广州中医药大学第三附属医院（广州中医药大学第三临床医学院、广州中医药大学附属骨伤科医院、广东省中医骨伤研究院）是一家三级甲等中医医院，位于中华人民共和国广东省广州市，编制床位1200张，实际开放床位676张（其中龙溪院区开放床位432张）。

## 历史
1985年7月18日，广州中医学院附属骨伤科医院正式成立，并于1995年2月更名为“广州中医药大学附属骨伤科医院”。2001年9月，广州中医药大学附属骨伤科医院与广州市芳村区中医医院合并（组成“广州中医药大学第三附属医院”），并于2015年启用龙溪院区（龙溪院区总用地面积62332平方米，规划建筑面积9.8万平方米。同一年，本院还被评为“三级甲等中医医院”）。2019年3月18日，广东省检察机关宣布依法逮捕犯有受贿罪的广州中医药大学第三附属医院原院长谢华民。2021年5月9日，“广东省中医骨伤研究院”在本院正式挂牌。

### 龙溪院区
- 2011年12月15日，广州中医药大学第三附属医院龙溪院区一期工程（门诊住院楼）正式开工[8]。
- 2012年12月5日，广州中医药大学第三附属医院龙溪院区一期工程（门诊住院楼）实现主体结构封顶[8]。
- 2015年，广州中医药大学第三附属医院龙溪院区一期工程（门诊住院楼）正式开业。

### 桥东院区
- 2024年3月27日，广州中医药大学第三附属医院桥东院区装修工程正式开工[9]。
- 2025年6月3日，广州中医药大学第三附属医院桥东院区装修工程正式完工[10]。

## 院址
- 龙溪院区[11]（总院）：广州市荔湾区海龙街道龙溪大道261号
- 江南西院区[11]（骨伤科分院）：广州市海珠区江南中街道青柳大街22号
- 桥东院区[11]（芳村分院）：广州市荔湾区石围塘街道芳信路131号
- 山村门诊部：广州市荔湾区石围塘街道山村路1号
- 后滘门诊部：广州市海珠区南洲街道后滘西大街27号

## 交通
- 龙溪院区（总院）：广州地铁广佛线菊树站
- 江南西院区（骨伤科分院）：广州地铁2号线江南西站
- 桥东院区（芳村分院）：广州地铁5号线滘口站
- 山村门诊部：广州地铁11号线石围塘站
- 后滘门诊部：广州地铁11号线上涌站